# Hội chứng Heerfordt
Hội chứng Herrfordt (tiếng Anh: Herrfordt syndrome) còn được gọi là Sốt ngoài động mạch, Hội chứng Heerfordt–Mylius, Hội chứng Heerfordt–Waldenström, và Viêm màng bồ đào Waldenström, là một biểu hiện hiếm gặp của bệnh u hạt (Sarcoidosis). Các triệu chứng bao gồm viêm mắt (viêm màng bồ đào), sưng tuyến mang tai, sốt mãn tính, và trong một số trường hợp là liệt dây thần kinh mặt.

## Nguyên nhân
Nguyên nhân của hội chứng Heerfordt vẫn chưa được xác định chắc chắn. Trong số những bệnh nhân được chẩn đoán mắc hội chứng Heerfordt, 15% có người thân cũng mắc hội chứng này. Có thể giải thích rằng hội chứng là kết quả kết hợp giữa tác nhân môi trường và yếu tố di truyền. Hai loài Mycobacterium và Propionibacteria đều được cho là tác nhân môi trường, mặc dù bằng chứng cho điều này là chưa thuyết phục.

## Chẩn đoán và điều trị
Ở những bệnh nhân đã được chẩn đoán mắc bệnh u hạt, hội chứng Heerfordt có thể được suy ra từ các triệu chứng chính, bao gồm viêm tuyến mang tai, sốt, liệt dây thần kinh mặt và viêm màng bồ đào trước. Trong trường hợp viêm tuyến mang tai, sinh thiết dưới hướng dẫn của siêu âm được sử dụng để loại trừ khả năng ung thư hạch bạch huyết. Có nhiều nguyên nhân có thể gây ra liệt dây thần kinh mặt, bao gồm bệnh Lyme, HIV, hội chứng Melkersson – Rosenthal, u dây thần kinh thính giác, và bệnh liệt mặt Bell. Hội chứng Heerfordt có biểu hiện thuyên giảm tự phát.
Phương pháp điều trị bệnh u hạt bao gồm corticosteroids và thuốc ức chế miễn dịch.

## Mức độ
Tại Hoa Kỳ, bệnh u hạt có tỷ lệ khoảng 10 trường hợp trên 100.000 đối với người da trắng và 36 trường hợp trên 100.000 đối với người da đen. Hội chứng Heerfordt chiếm tỷ lệ từ 4,1 đến 5,6% những người mắc bệnh u hạt.

## Lịch sử
Tình trạng này được bác sĩ nhãn khoa người Đan Mạch Christian Frederick Heerfordt mô tả lần đầu tiên vào năm 1909, tên ông cũng được đặt cho hội chứng này. Ban đầu nó được cho là biểu hiện của bệnh quai bị, nhưng sau những nghiên cứu sâu hơn của bác sĩ Thụy Điển Jan G. Waldenström vào năm 1937, nó đã được phân loại như là một biểu hiện riêng biệt của bệnh u hạt.